# Volga negro

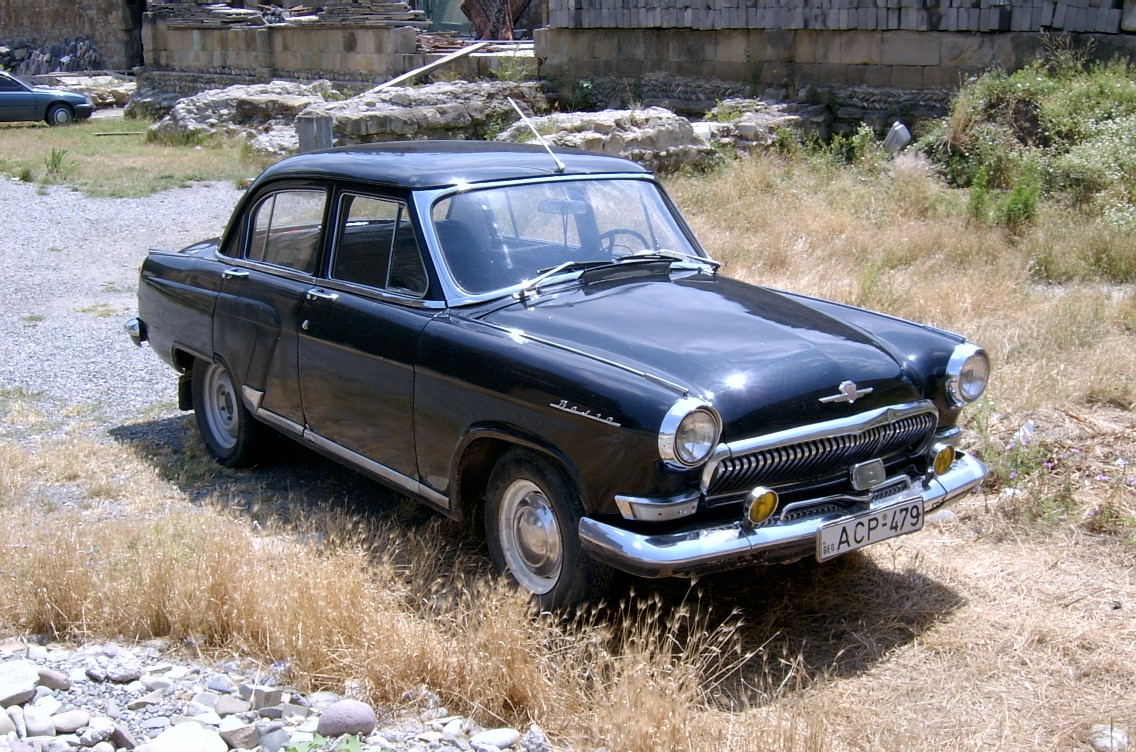
Un Volga GAZ-21 negro

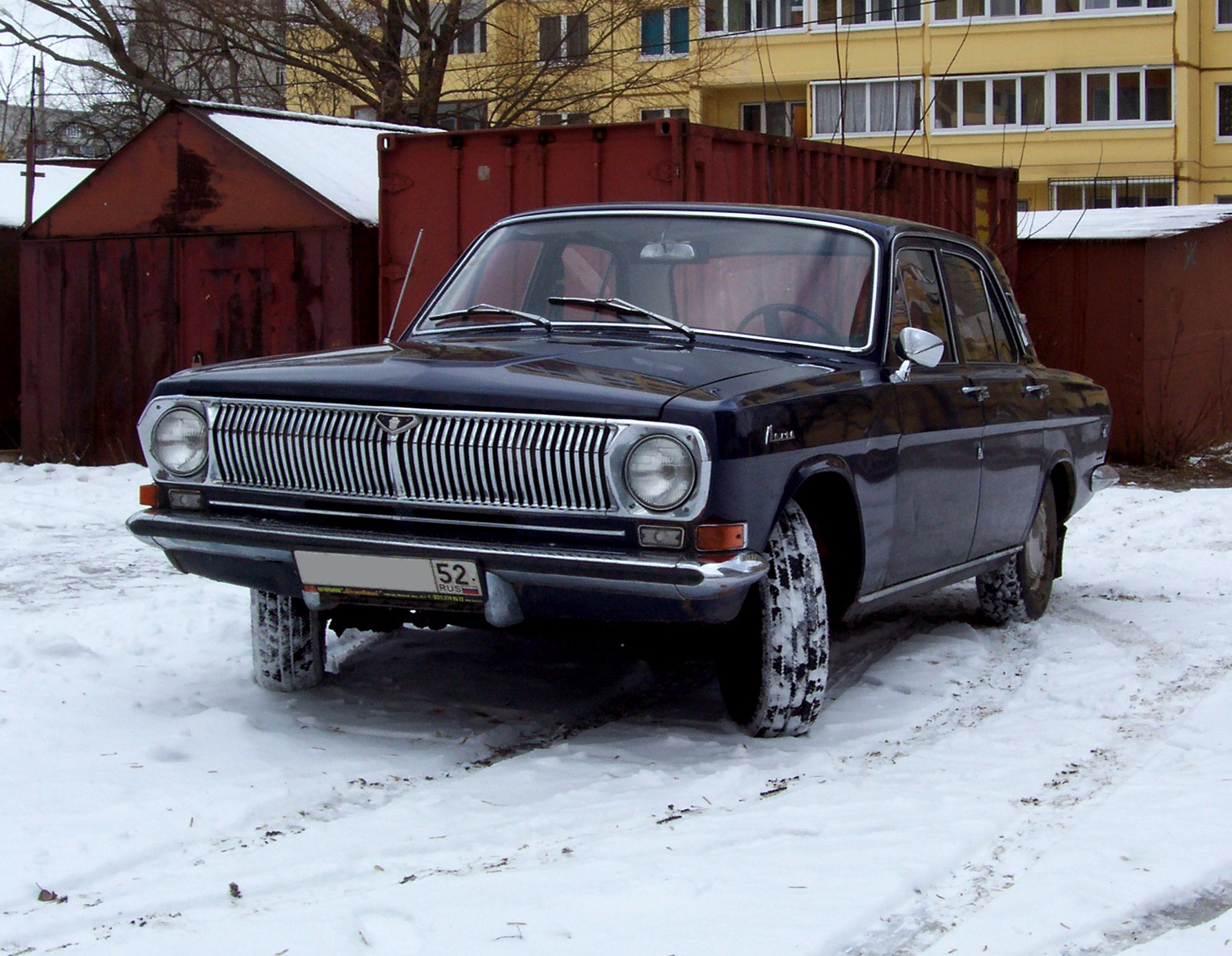
Un Volga GAZ-24 negro

El Volga Negro (en polaco: czarna wołga) es una popular leyenda urbana que circuló en países como Polonia, Rumanía, Hungría, Rusia,Bielorrusia, Ucrania, Grecia y Mongolia,principalmente durante las décadas de 1960 y 1970.La historia gira en torno a un coche GAZ-21 o GAZ-24 de color negro (aunque en algunas versiones se menciona que era rojo) que se asociaba con secuestros y asesinatos. Según diferentes versiones, el vehículo era conducido por la policía secreta comunista, la mafia rusa, satanistas o incluso el propio Satanás.El automóvil es descrito con detalles distintivos como llantas y cortinas blancas.

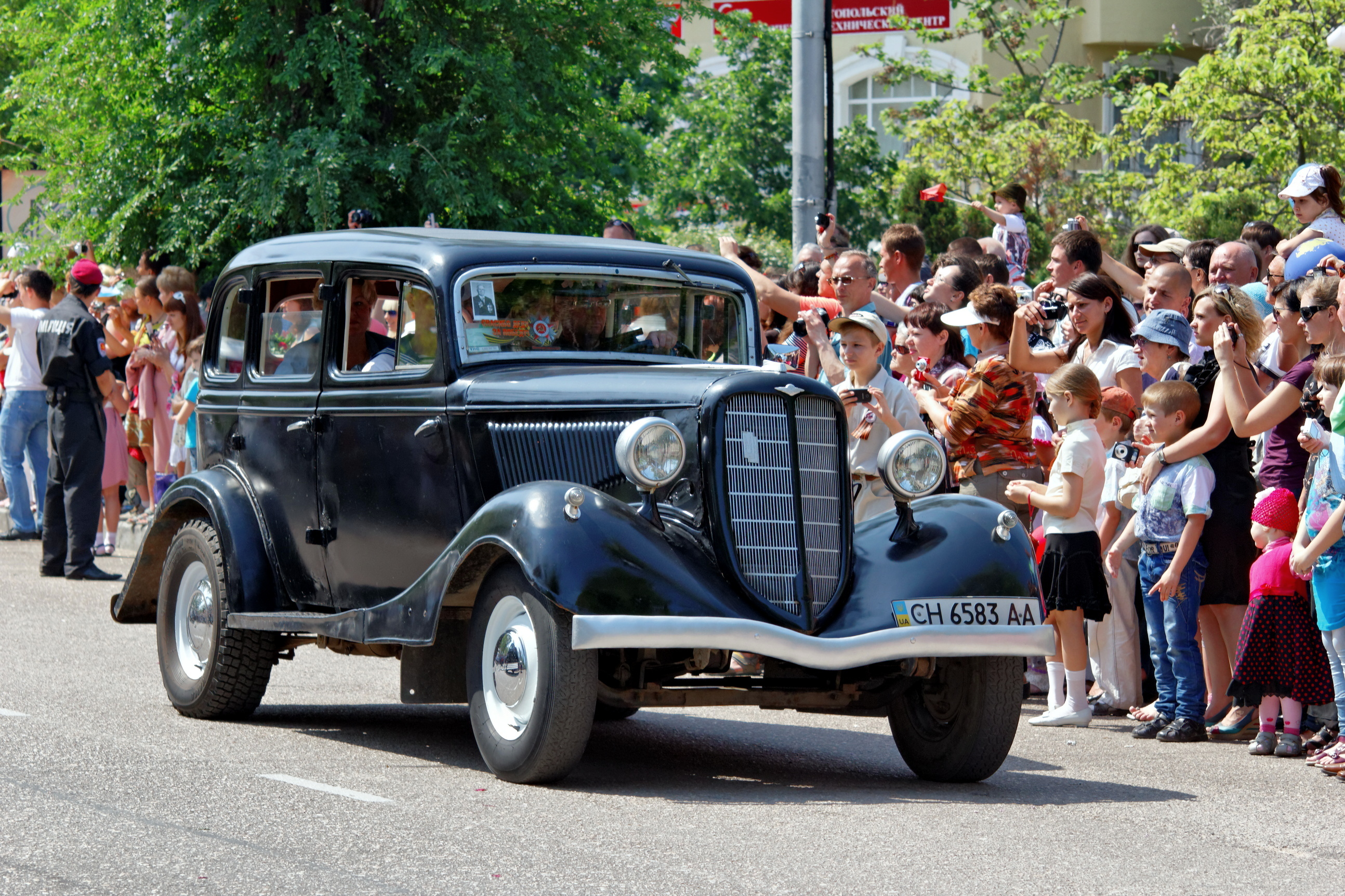
Un GAZ-M1 negro

Esta percepción siniestra también se reforzó debido al uso frecuente del automóvil de pasajeros GAZ-M1 (conocido como "Emka"), fabricado por la Planta de Automóviles Gorki, por parte de la NKVD durante los años de represión masiva en la Unión Soviética. Para reducir costos, el GAZ-M1 fue producido casi exclusivamente en color negro durante la mayor parte de su fabricación, lo que contribuyó a intensificar su asociación con la imagen oscura y aterradora del vehículo. 
Se decía que las víctimas del Volga Negro eran secuestradas y luego asesinadas para que su sangre pudiera ser utilizada como tratamiento para personas adineradas de Occidente o árabesque padecían leucemia. Otras versiones de la leyenda mencionaban el tráfico de órganos como motivo del crimen, enlazando esta historia con la conocida leyenda urbana sobre la extracción de riñones por parte de la KGB. Hacia finales del siglo XX, la leyenda revivió, pero con coches modernos como BMW o Mercedes sustituyendo al Volga. El Volga Negro se describía a veces con bocinas en lugar de espejos laterales y, en algunos relatos, tenía la matrícula con el número "666". También se decía que el coche podía tener ventanas o cortinas blancas. En una versión, el conductor (a menudo identificado como el diablo) preguntaba la hora a los transeúntes y los mataba cuando se acercaban para responder. En otra variante, la víctima moría exactamente 24 horas después de haber sido interrogada, con el conductor diciendo: "Mañana morirás a esta misma hora". Sin embargo, existía una forma de protección: si la víctima contestaba "Es la hora de Dios", el coche desaparecía de inmediato.
En Checoslovaquia, la leyenda del Volga Negro tomó una nueva forma a finales de los años 1970, transformándose en la "ambulancia negra". Mientras tanto, en Rumania, durante la década de 1970, los Volgas fueron sustituidos por los Dacia 1301, una versión modificada del Dacia 1300 con características exclusivas no disponibles para el público general. Posteriormente, en los años 1990, estos Dacia fueron reemplazados también por ambulancias, manteniendo la esencia de la leyenda urbana que se había desarrollado alrededor de estos vehículos.